# Isabela (Puerto Rico)
Isabela és un municipi de Puerto Rico localitzat a la costa nord de l'illa, també conegut amb el noms de jardín del noroeste; los gallitos i el pueblo de los quesitos de hoja. Confina pel Nord amb l'oceà Atlàntic, pel Sud amb el municipi de San Sebastian, per l'Est amb Quebradillas i per l'Oest amb Aguadilla i Moca. El nom d'Isabela es va posar en honor d'Isabel I de Castella quan el 21 de maig de 1819 el governador de Puerto Rico, Salvador Meléndez Bruna, aprovà la petició del seu trasllat a la costa.
El municipi està dividit en 14 barris: Pueblo, Arenales Altos, Arenales Bajos, Bajura, Bejuco, Coto, Galateo Alto, Galateo Bajo, Guayabos, Guerrero, Jobos, Llanadas, Moras i Planas.